# Harald Hansen
Harald Hansen (Kopenhagen, 14 maart 1884 – Aarhus, 10 mei 1927) was een Deens voetballer, die speelde als verdediger voor de Deense club Boldklubben 1893. Hij was ook actief als voetbalcoach, onder meer van Aarhus GF (1925-1927). Hansen overleed op 43-jarige leeftijd.

## Interlandcarrière
Hansen speelde in totaal zeven interlands voor de Deense nationale ploeg, waarmee hij in 1908 deelnam aan de Olympische Spelen in Londen. Daar won de selectie onder leiding van de Engelse bondscoach Charles Williams de zilveren medaille. In de finale, gespeeld op 24 oktober 1908 in het White City Stadium, bleek gastland Engeland met 2-0 te sterk. Vier jaar later was Hansen eveneens van de partij bij de Olympische Spelen in Stockholm, waar hij andermaal beslag legde op de tweede plaats met de Deense ploeg. In de halve finale tegen Nederland (1-4) had hij een eigen doelpunt gemaakt.